# ۶ صفر
۶ صفر، ششمین روز از ماه صفر در تقویم هجری قمری است.
در تقویم هجری قمری قراردادی این روز سی و ششمین روز سال است.